# Kryvichý (Miádzel)
Kryvichý (bielorruso: Крывічы́) o Krivichí (ruso: Кривичи́) es un asentamiento de tipo urbano de Bielorrusia, perteneciente al distrito de Miádzel de la provincia de Minsk.
En 2023, el asentamiento tenía una población de 1079 habitantes. Es sede de un consejo rural que incluye 25 pedanías que añaden unos quinientos habitantes a la población.
Se ubica unos 30 km al sureste de la capital distrital Miádzel.

## Historia
Se conoce la existencia del asentamiento en documentos desde 1493, cuando era un señorío del Gran Ducado de Lituania. Su desarrollo urbano comenzó en 1770, al establecerse aquí un monasterio de la Orden Trinitaria. En 1776, Estanislao II Poniatowski le otorgó el estatus de miasteczko. En la partición de 1793, la localidad pasó a formar parte del Imperio ruso, que en 1832 exclaustró el monasterio en respuesta al Levantamiento de Noviembre. Según la Paz de Riga de 1921, el asentamiento se integró en la Segunda República Polaca, hasta que en 1939 pasó a formar parte de la RSS de Bielorrusia, donde fue entre 1940 y 1962 capital distrital. El 28 de abril de 1942, los invasores alemanes asesinaron mediante quema a casi quinientos vecinos de la localidad. Desde 1958 tiene el estatus de asentamiento de tipo urbano.